# نویز علیا
نویز علیا روستایی از توابع بخش طالقان شهرستان ساوجبلاغ در استان البرز ایران است.

## جمعیت
این روستا در دهستان بالاطالقان قرار دارد و براساس سرشماری مرکز آمار ایران در سال ۱۳۸۵، جمعیت آن ۲۸۳ نفر (۷۲خانوار) بوده‌است.

## مردم
مردم نویز علیا بمانند دیگر روستاهای طالقان از اقوام تات‌زبان هستند.